# Intermezzo (novel·la)
Intermezzo és la quarta i darrera novel·la de la prolífica escriptora Sally Rooney, publicada per Faber & Faber el 24 de setembre de 2024. Ambientada a Dublín i a la Irlanda rural, la novel·la segueix la història de dos germans després la mort del seu pare, explorant temes emocionals i de relacions com el dol, les relacions amb diferència d'edat, les dinàmiques comunicatives entre germans i les estructures de poder en les relacions romàntiques.
L'obra suposa un canvi d'estil respecte a les anteriors novel·les de Rooney, per la seva atenció als protagonistes masculins i a les relacions fraternals. Rooney va desenvolupar la història a partir d'una escena inicial en una exposició d'escacs en un centre d'arts, inspirada en la seva experiència personal veient tutorials d'escacs durant els confinaments per la Covid-19 . El títol "Intermezzo" fa una doble referència, per una banda al·ludint als interludis musicals i per l'altra a la terminologia dels escacs.
La seva publicació va suposar la "campanya comercial més gran de la història" de Faber, i ha rebut ressenyes majoritàriament positives de la crítica, sobretot pel que fa al tractament del dol i de les relacions interpersonals. Es va convertir en el llibre més venut a Irlanda el 2024. Diversos crítics la van considerar l'obra més madura i filosòficament ambiciosa fins ara de l'autora irlandesa.

## Trama
La novel·la segueix les vides i relacions amoroses de l'Ivan i el Peter Koubek, dos germans que viuen a Dublín, les setmanes posteriors a la mort del seu pare.
L'Ivan, un antic prodigi dels escacs de 22 anys, la carrera del qual s'ha estancat, coneix la Margaret Kearns, una directora de programes artístics de 36 anys, durant una exhibició d'escacs en un centre artístic local. La Margaret navegarà certes preocupacions amb la diferència d'edat, fet diferencial que també provocarà una discussió entre ambdós germans que acabarà amb el trencament de la comunicació entre els dos.
Per la seva banda, el Peter, de 32 anys, està començant una relació amb la Naomi, de 23 anys, després de deixar la Sylvia, la seva exparella de 32 anys, arran d'un accident de cotxe que va provocar unes seqüeles físiques greus. La Sylvia, en conèixer que els germans havien discutit per la diferència d'edat, esbronca el Peter i el convenç de tractar a reprendre la comunicació.
L'obra seguirà a partir d'aquest punt els diversos problemes plantejats, com la relació del Peter (de 32 anys) amb la seva nova parella (de 23 anys), en que el Peter sent que no encaixa amb els amics de la Naomi; la comunicació fraternal entre el Peter i l'Ivan; un intent de reprendre la relació de la Sylvia i el Peter; i els sentiments que se'n deriven de les diverses situacions.

## Temàtica
Un dels temes principals de la novel·la és el dol i les seves conseqüències en les relacions i mecàniques familiars. Intermezzo explora com arran la mort d'un pare els seus fills experimenten una separació i retrobament.
Tanmateix, la novel·la examina les implicacions en les relacions amoroses que suposa una bretxa d'edat. Abordant alhora qüestions més àmplies sobre tòpics literaris clàssics com són l'envelliment, la mortalitat i les divisions culturals, en aquest cas entre els millennials i la Generació Z. Aquests temes generacionals estan estretament lligats a l'exploració que fa la novel·la del judici social i les expectatives culturals.

## Estil literari
Intermezzo suposa un canvi estilístic respecte el que ens té acostumat Rooney, emprant tècniques narratives variades i veus diferents per a cadascun dels tres protagonistes: el Peter presenta seccions amb frases staccato i fragmentades que poden recordar l'estil del Leopold Bloom del també irlandès James Joyce; la narració de l'Ivan té un to més fresc i humorístic; i els capítols de la Margaret són més lents, amb un ritme més deliberat.
Els crítics han assenyalat també que els passatges del flux de consciència del Peter representen particularment un experiment estilístic per a Rooney, amb frases escurçades i menys verbs, una metodologia d'escriptura que crea un flux més entretallat però rítmicament consistent que recorda escriptors com Eimear McBride i Samuel Beckett.